# Brdo Orehovečko
Brdo Orehovečko falu Horvátországban Kapronca-Kőrös megyében. Közigazgatásilag  Sveti Petar Orehovechez tartozik.

## Fekvése
Kőröstől 6 km-re északnyugatra, községközpontjától 4 km-re délkeletre fekszik.

## Története
A falunak 1857-ben 59,  1910-ben 65 lakosa volt. Trianonig Belovár-Kőrös vármegye Körösi járásához tartozott. 2001-ben 50 lakosa volt.